# 帕特·奎因
帕特·奎因（英語：Pat Quinn；1948年12月16日—）是美国的一位政治人物，曾任伊利诺伊州州長。

## 生平
在2009年至2015年期間，帕特·奎因擔任41任伊利諾州州長職務。他的黨籍是民主黨。奎因出生在伊利諾州最大城市芝加哥。